# Варнсторфія
Варнсторфія (Warnstorfia) — рід мохів. Його назвали на честь Карла Фрідріха Варнсторфа.